# بارن‌درخت
بارن‌درخت (Barendrecht) شهری است در غرب هلند واقع در استان هلاند جنوبی.
شهر بارن‌درخت در سال ۲۰۰۷ جمعیتی برابر با ۴۳٬۱۰۴ نفر داشت و مساحت آن نیز ۲۱٫۷۲ کیلومتر مربع بود که ۱.۴۵ کیلومتر مربع آن را آب تشکیل می‌دهد.
شهرک‌های بارن‌درخت-کارنیسه‌لانده و اسمیتس‌هوک نیز جزئی از منطقه شهرداری بارن‌درخت به‌شمار می‌آیند.
این شهر دارای ایستگاه راه آهن است و سفر از بارن‌درخت به ایستگاه مرکزی راه آهن روتردام ۱۴ تا ۲۳ دقیقه طول می‌کشد.